# San Isidro la Trinidad
San Isidro  är en ort i kommunen San José del Rincón i delstaten Mexiko i Mexiko. Samhället hade 563 invånare vid folkräkningen 2020.